# Elevatorpitch
Een elevatorpitch (elevator = lift; pitch = verkooppresentatie), soms ook elevatorspeech genoemd, is een presentatiewijze van een idee voor een product, service of project. De naam geeft de tijdsduur weer waarin een lift van de onderste naar de bovenste verdieping gaat, in ongeveer 30 seconden tot 2 minuten.
De term werd in eerste instantie gebruikt bij ondernemers die een idee proberen op te werpen om bij een durfkapitalist (ook wel venture capitalist) financiering los te krijgen. Durfkapitalisten beoordelen de kwaliteit van een idee en het team op basis van de kwaliteit van de elevatorpitch en vragen de deelnemende ondernemers hun plan tevoren te ontdoen van slechte ideeën.
De elevatorpitch wordt tegenwoordig ook voor een variëteit aan doelen gebruikt tijdens het netwerken. Hier kan het gaan om de verkoop van een product, het zoeken naar werk, speeddating of om een punt snel duidelijk te maken in een gesprek.
Wezenlijk bij een elevatorpitch is een in het oog springende presentatie met denkbeelden, vergelijkingen en voorbeelden, zoals ze ook in het AIDA-model (attentie, interesse, verlangen/desire, actie) voorkomen. Voor een succesvolle elevatorpitch tellen verder niet alleen gegevens en feiten, maar is ook het aanspreken van de emotie van belang.
Een effectieve elevatorpitch zou de volgende vragen moeten beantwoorden:
- Wat is het product?
- Wat heeft de koper eraan?
- Wie zijn we?

Verder is het belangrijk dat de pitcher rekening houdt met de volgende elementen:
- Nonverbale communicatie
- De inhoud van de pitch
- Verbale communicatie

Verder kan men zich richten op de doelen van de elevatorpitch, zoals de relevante markt, de doelgroep en het bijzondere van het product (unique selling point), waardoor het zich onderscheidt van het aanbod van de concurrentie.